# Nesobornia hawaiensis
Nesobornia hawaiensis is een tweekleppigensoort uit de familie van de Kelliidae. De wetenschappelijke naam van de soort is voor het eerst geldig gepubliceerd in 1969 door Chavan.